# Барбазан Деси
Барбазан Деси (фр. Barbazan-Dessus) насеље је и општина у јужној Француској у региону Миди Пирене, у департману Горњи Пиринеји која припада префектури Тарб.
По подацима из 2011. године у општини је живело 138 становника, а густина насељености је износила 32,55 становника/km². Општина се простире на површини од 4,24 km². Налази се на средњој надморској висини од 500 метара (максималној 516 m, а минималној 381 m).

## Демографија
| 1962. | 1968. | 1975. | 1982. | 1990. | 1999. | 2011. |
| ----- | ----- | ----- | ----- | ----- | ----- | ----- |
| 112   | 120   | 133   | 143   | 141   | 136   | 138   |

График промене броја становника у току последњих година